# 555 Norma
Az 555 Norma egy a Naprendszer kisbolygói közül, amit Max Wolf fedezett fel 1905. január 14-én.